# Фельбаба Йосиф Андрійович
Йо́сиф Андрі́йович Фельба́ба (* 12 квітня 1921 — 13 травня 1995), народився в с. Верб'яж на Закарпатті, артист і театральний діяч на Пряшівщині; виступав з 1947 в Українському Національному Театрі (УНТ) у Пряшеві, з 1949 режисер (поставив понад 80 п'єс українського і перекладного репертуару); був режисером-гостем у словацьких і угорських театрах та в українських в УРСР і Юґославії. З 1971 — директор УНТ.